# Aethopyga duyvenbodei
Aethopyga duyvenbodei е вид птица от семейство Nectariniidae. Видът е застрашен от изчезване.

## Разпространение
Разпространен е в Индонезия.